# Bromo Tengger Semeru nationalpark
Bromo Tengger Semeru nationalpark ligger på ön Java i den indonesiska provinsen Jawa Timur. I nationalparken ligger vulkanen Semeru som är det högsta berget på ön samt vulkanen Bromo. I nationalparken finns även Indonesiens enda sandhav. Sandhavet är calderan av en tidigare vulkan (Tengger) och täcker en yta av 5 250 hektar. I calderan växte nya vulkaner fram (däribland Bromo). Dessutom ligger fyra insjöar och ungefär 50 floder i nationalparken.
Sandhavet ställdes under skydd 1919. Hela regionen utnämndes till nationalpark 1982.
I nationalparken lever 137 olika fågelarter, däribland röd djungelhöna (Gallus gallus), noshörningsnäshornsfågel (Buceros rhinoceros) och brahminglada (Haliastur indus). Av de 22 däggdjursarter kan nämnas marmorkatt (Pardofelis marmorata), krabbmakak (Macaca fascicularis), leopard (Panthera pardus) och asiatisk vildhund (Cuon alpinus).